# Nielles-lès-Ardres
Nielles-lès-Ardres (flämisch: Niel-bij-Aard) ist eine Gemeinde im Norden Frankreichs mit 586 Einwohnern (Stand: 1. Januar 2022). Sie gehört zur Region Hauts-de-France, zum Département Nord, zum Arrondissement Calais und zum Kanton Calais-2 (bis 2015: Kanton Ardres). 

## Geographie
Nielles-lès-Ardres liegt etwa 18 Kilometer nordwestlich von Saint-Omer und grenzt an Ardres im Norden und Nordwesten, Nortkerque im Nordosten, Zutkerque im Osten, Louches im Süden sowie Autingues im Westen.

## Bevölkerungsentwicklung
| Jahr                      | 1962 | 1968 | 1975 | 1982 | 1990 | 1999 | 2006 | 2013 |
| ------------------------- | ---- | ---- | ---- | ---- | ---- | ---- | ---- | ---- |
| Einwohner                 | 293  | 261  | 282  | 344  | 383  | 444  | 469  | 522  |
| Quelle: Cassini und INSEE |      |      |      |      |      |      |      |      |

## Sehenswürdigkeiten
- Kirche Saint-Pierre, um 1160 erbaut
- Reste der Burg La Montoire, 1542 zerstört
- Schloss La Cressonnerie, 1808 bis 1812 erbaut

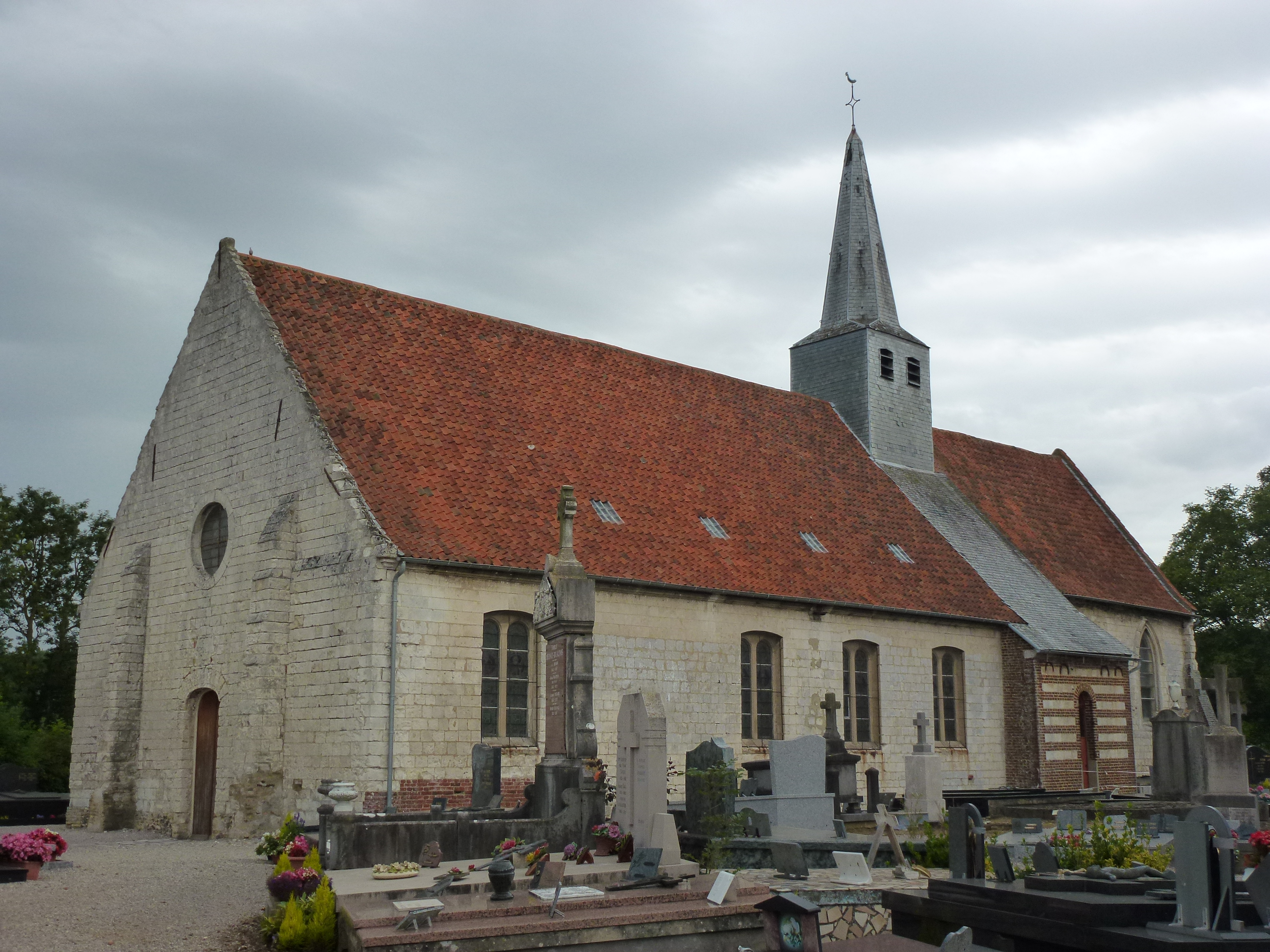
Kirche Saint-Pierre